# Bugatti Chiron

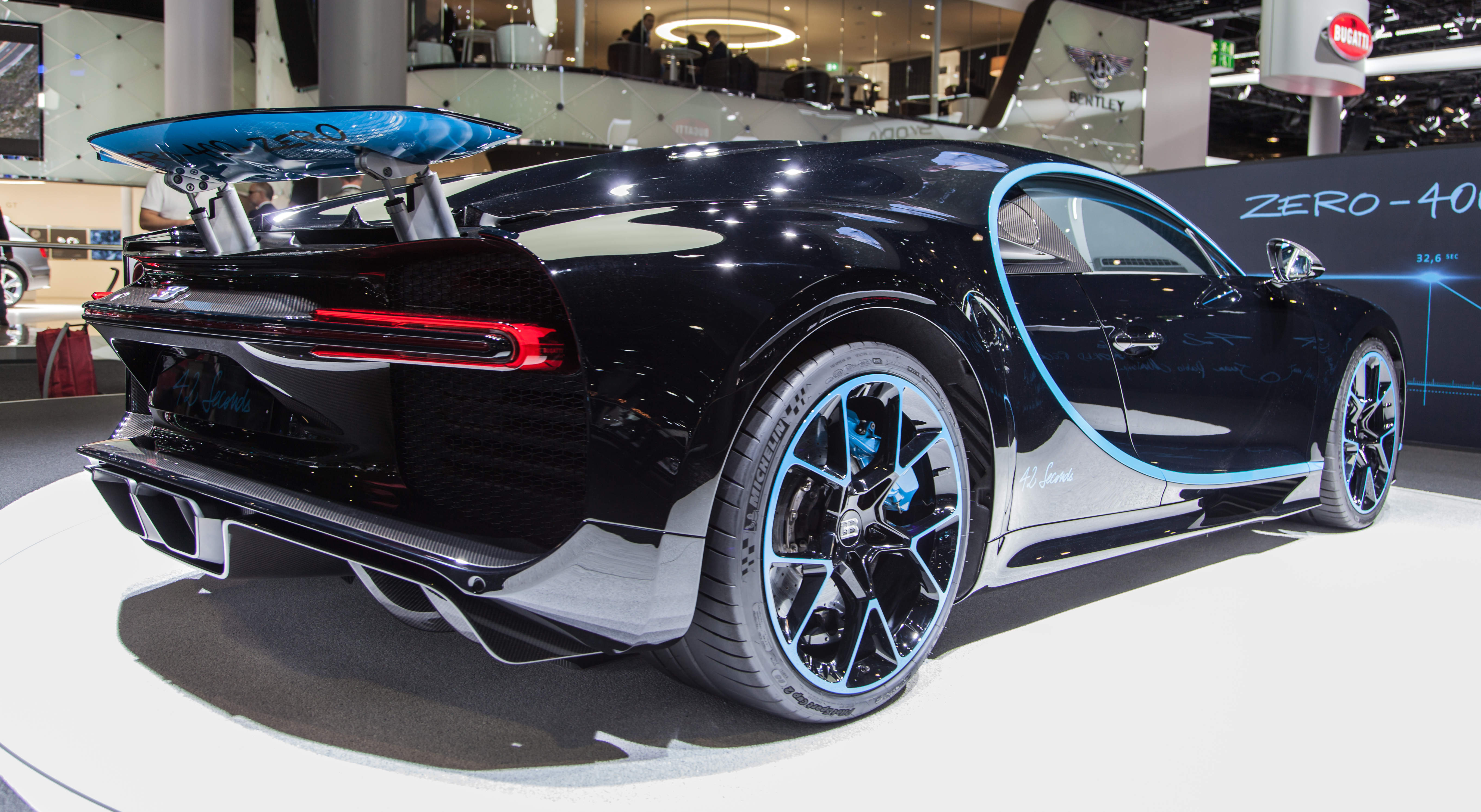
Heckansicht

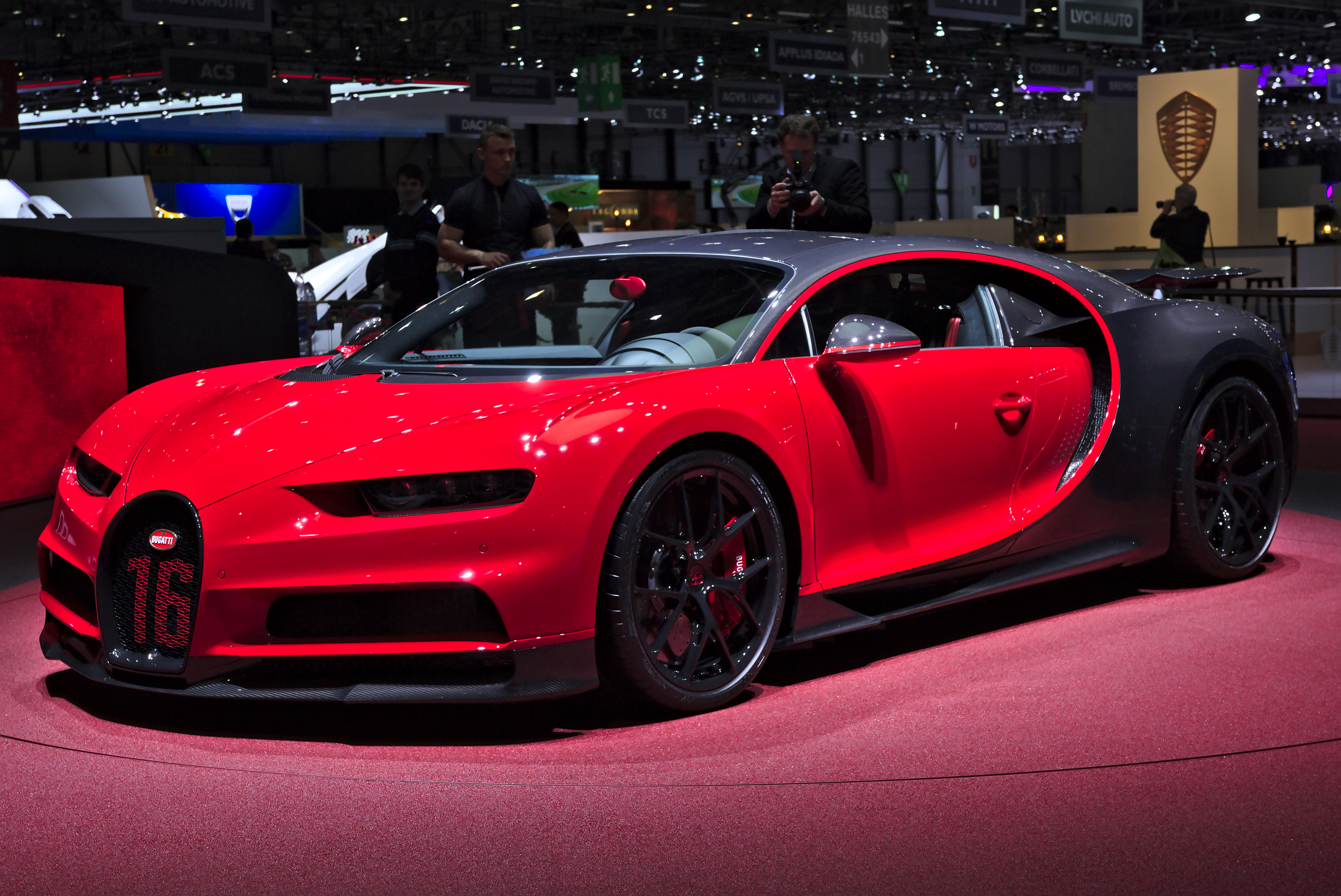
Bugatti Chiron Sport

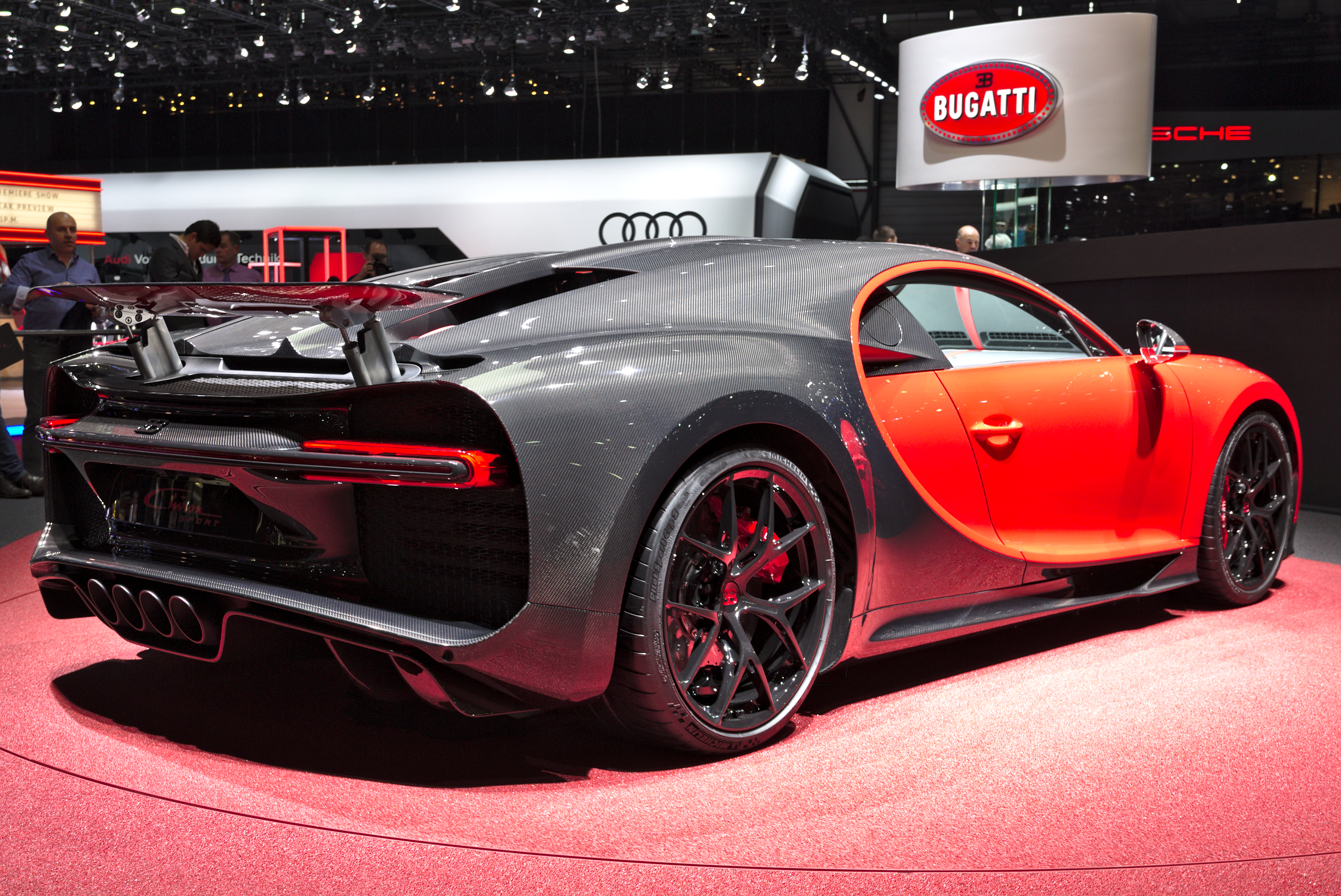
Heckansicht

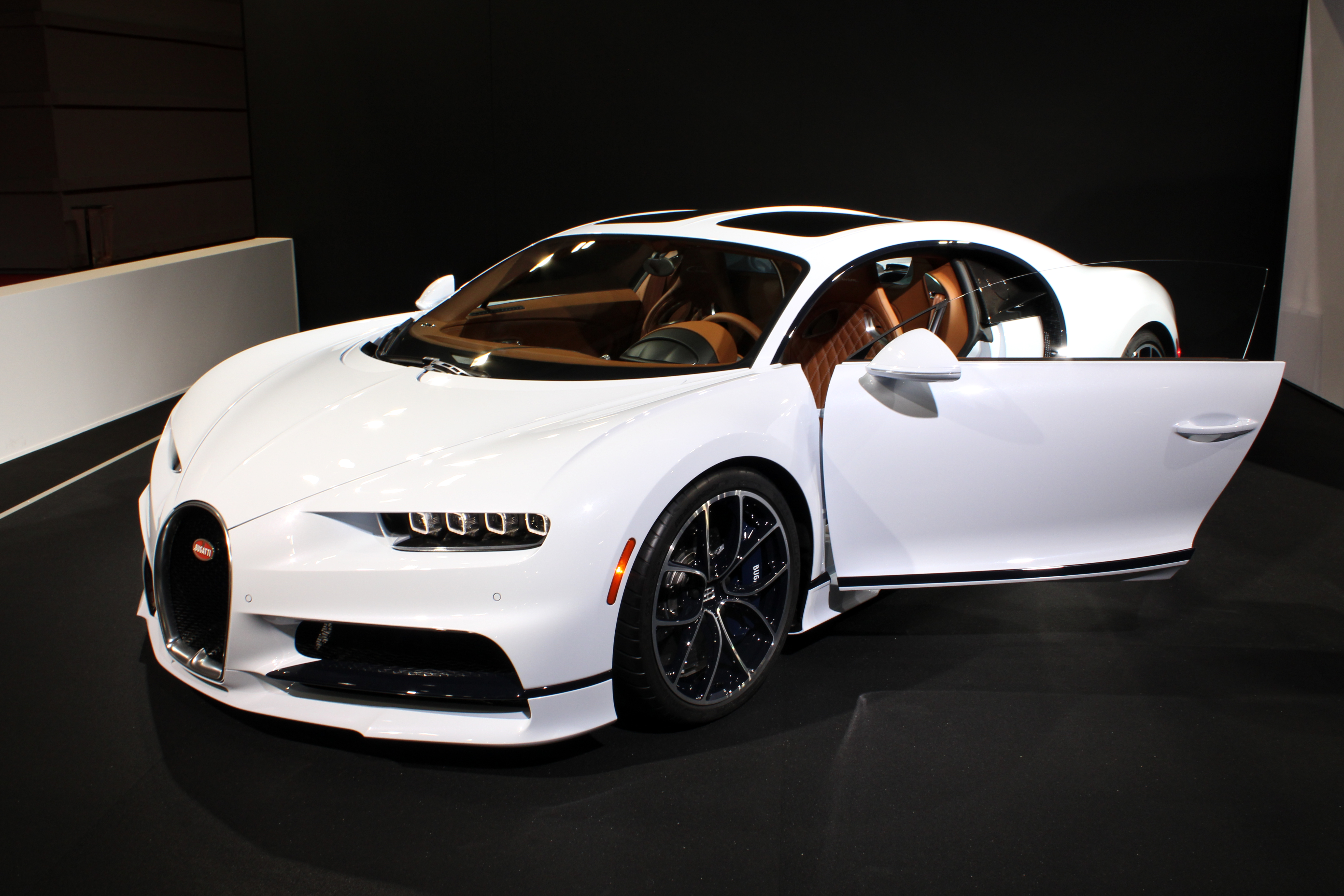
Bugatti Chiron mit Sky-View-Dach

Der Bugatti Chiron ist ein deutsch-französischer Supersportwagen des französischen Automobilherstellers Bugatti Automobiles S.A.S., der in Wolfsburg von der Bugatti Engineering GmbH entwickelt wurde und auf einen technischen Entwurf von Bugattis Chef-Ingenieur Frank Götzke zurückgeht. Benannt ist er nach dem monegassischen Rennfahrer Louis Chiron. Am 29. Februar 2016 wurde er als Nachfolger des Veyron auf dem 86. Genfer Auto-Salon vorgestellt. Das letzte Fahrzeug der Baureihe wurde am 30. Mai 2024 gezeigt; die Präsentation des Nachfolgemodells Tourbillon erfolgte am 20. Juni 2024.

## Fahrzeugcharakteristik
Der Chiron hat einen Mittelmotor mit 16 Zylindern und 1103 kW (1500 PS); der damit rund 50 % mehr als der Motor des Veyron 16.4 leistet. Der auch als W-Motor bezeichnete Doppel-V-Motor mit zwei VR8-Zylinderbänken hat acht Liter Hubraum und vier Turbolader, die in zwei Registern geschaltet sind. Bei niedrigen Drehzahlen arbeiten nur zwei Turbolader, bei etwa 3800 Umdrehungen pro Minute werden die beiden anderen zugeschaltet. Die Turbolader sind dabei im Vergleich zum Vorgängermotor des Veyron um 69 % größer ausgeführt. Dadurch ergibt sich ein verbessertes Ansprechverhalten des Motors und mit dem maximalen Drehmoment von 1600 Newtonmeter zwischen 2000 und 6000 Umdrehungen pro Minute eine lineare Leistungscharakteristik.
Über Telemetrie, die gegenüber dem Vorgänger weiterentwickelt wurde, kann Bugatti an seinem Firmensitz bei jedem Fahrzeug in Echtzeit Diagnosen stellen.
Die Form der Karosserie des Chiron gleicht weitgehend der des Vision Gran Turismo. Der Preis des auf 500 Exemplare limitierten Supersportwagens liegt ohne Steuern bei 2,4 Millionen Euro.
Die Federung des Chiron ist adaptiv, das heißt die Kennlinien von Federung und Stoßdämpfern können über einen Schalter am Lenkrad verstellt werden. Es gibt vier Fahrmodi: „EB“ (für „Ettore Bugatti“, Automatikmodus), „Lift“ (erhöht die Bodenfreiheit zum Überfahren von Kanten, bis 50 km/h), „Handling“ (für die Rennstrecke) und „Autobahn“.
Die Bremsanlage ist mit Bremsscheiben aus keramischem, mit Kohlenstofffasern verstärktem Siliziumkarbid (CSiC) versehen. Sie haben einen Durchmesser von 420 mm vorn und 400 mm hinten und sind damit zwei Zentimeter größer als im Veyron. Die Bremssättel aus Titan haben vorn acht und hinten sechs Kolben. Zusätzlich stellt sich beim Bremsen der Heckflügel auf und wirkt als Luftbremse. Dadurch erhöht sich der Luftwiderstand beim Bremsen bei Höchstgeschwindigkeit um 75 %.
Der Chiron hat einen sogenannten „Easy-To-Drift“-Modus. Der Fahrer wird dabei auf Knopfdruck beim Driften unterstützt.

### Sky-View
Ab August 2018 war der Chiron auch mit einem Sky-View genannten Dach erhältlich. Es umfasst zwei feste Glaseinsätze mit jeweils 65 Zentimeter Länge und 44 Zentimeter Breite. Außerdem wird durch dieses Dach die Kopffreiheit um 2,7 Zentimeter erhöht.

## Technische Daten

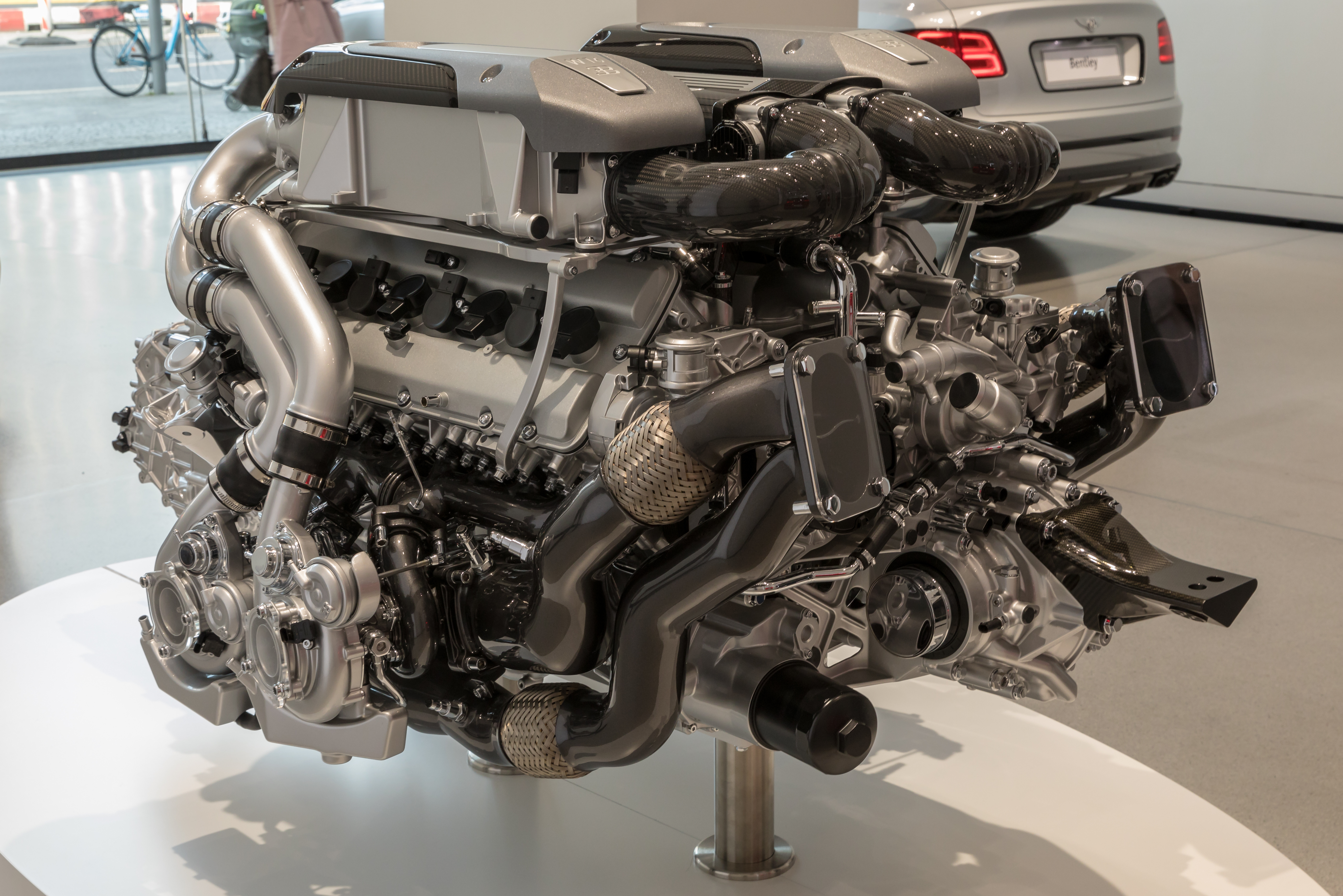
W16-Motor des Bugatti Chiron

|                            | Chiron                                                   | Chiron Pur Sport                                         | Chiron Super Sport                                       |
| -------------------------- | -------------------------------------------------------- | -------------------------------------------------------- | -------------------------------------------------------- |
| Bauzeitraum                | 2016–2024                                                | 2020–2024                                                | 2021–2024                                                |
| Zylinder/Motorbauart       | Doppel-V-Motor (unechter W-Motor) mit sechzehn Zylindern | Doppel-V-Motor (unechter W-Motor) mit sechzehn Zylindern | Doppel-V-Motor (unechter W-Motor) mit sechzehn Zylindern |
| Hubraum                    | 7993 cm³                                                 | 7993 cm³                                                 | 7993 cm³                                                 |
| Motoraufladung             | Registeraufladung mit 4 Abgasturboladern                 | Registeraufladung mit 4 Abgasturboladern                 | Registeraufladung mit 4 Abgasturboladern                 |
| max. Leistung bei min−1    | 1103 kW (1500 PS) bei 6700                               | 1103 kW (1500 PS) bei 6900                               | 1176 kW (1600 PS) bei 7000                               |
| max. Drehmoment bei min−1  | 1600 Nm bei 2000–6000                                    | 1600 Nm bei 2000–6000                                    | 1600 Nm bei 2250–7000                                    |
| Antrieb                    | Allradantrieb                                            | Allradantrieb                                            | Allradantrieb                                            |
| Getriebe                   | 7-Gang-DSG                                               | 7-Gang-DSG                                               | 7-Gang-DSG                                               |
| Tankkapazität              | 100 l                                                    | 100 l                                                    | 100 l                                                    |
| Reichweite                 | 444 km                                                   |                                                          |                                                          |
| Leergewicht                | 1995 kg                                                  | 1945 kg                                                  | 1995 kg                                                  |
| Höchstgeschwindigkeit vmax | 420 km/h (1)                                             | 350 km/h                                                 | 490,484 km/h (2)                                         |
| Beschleunigung             |                                                          |                                                          |                                                          |
| 0–100 km/h                 | 2,4 s                                                    | 2,3 s                                                    | 2,4 s                                                    |
| 0–200 km/h                 | 6,1 s                                                    | 5,5 s                                                    | 5,8 s                                                    |
| 0–300 km/h                 | 13,1 s                                                   | <12 s                                                    | 12,1 s                                                   |
| 0–400 km/h                 | 32,6 s                                                   |                                                          |                                                          |
| 0–400–0 km/h               | 41,96 s                                                  | n/a                                                      | n/a                                                      |
| Kraftstoffverbrauch        |                                                          |                                                          |                                                          |
| kombiniert                 | 22,5 l/100 km Super Plus                                 | 22,5 l/100 km Super Plus                                 | 23,5 l/100 km Super Plus                                 |
| innerorts                  | 35,2 l/100 km Super Plus                                 | 35,2 l/100 km Super Plus                                 | 36,7 l/100 km Super Plus                                 |
| außerorts                  | 15,2 l/100 km Super Plus                                 | 15,2 l/100 km Super Plus                                 | 15,8 l/100 km Super Plus                                 |
| CO2-Emission, kombiniert   | 516 g/km                                                 | 516 g/km                                                 | 553 g/km                                                 |
| Abgasnorm                  | Euro 6                                                   | Euro 6                                                   | Euro 6                                                   |
| Grundpreis, netto          | 2.650.000 €                                              | 3.800.000 €                                              | 3.200.000 €                                              |

### Höchstgeschwindigkeit
Die Höchstgeschwindigkeit des Bugatti Chiron ist ab Werk elektronisch auf 420 km/h abgeregelt. Diese Schranke kann allerdings deaktiviert werden. Inzwischen gibt es verschiedene Videomitschnitte von Fahrten deutlich jenseits der 420 km/h, so dass der Bugatti Chiron zumindest inoffiziell als schnellster Serienwagen der Welt gelten darf. Die rechnerisch erreichbare Höchstgeschwindigkeit liegt bei 463 km/h.
Um die Höchstgeschwindigkeit von 420 km/h zu erreichen, muss – wie beim Vorgänger Veyron – ein zweiter Schlüssel verwendet werden, der das Fahrzeug in den Modus Top Speed schaltet. In den Modi Handling und Autobahn ist die Geschwindigkeit auf maximal 380 km/h begrenzt.
Der Bugatti Chiron setzte als erstes Serienfahrzeug den Rekord für die schnellste Fahrt von 0 auf 400 km/h und wieder zum Stillstand. Der ehemalige Formel-1-Fahrer Juan Pablo Montoya benötigte dafür im September 2017 auf der Teststrecke Ehra-Lessien des Volkswagen-Konzerns 41,96 Sekunden.

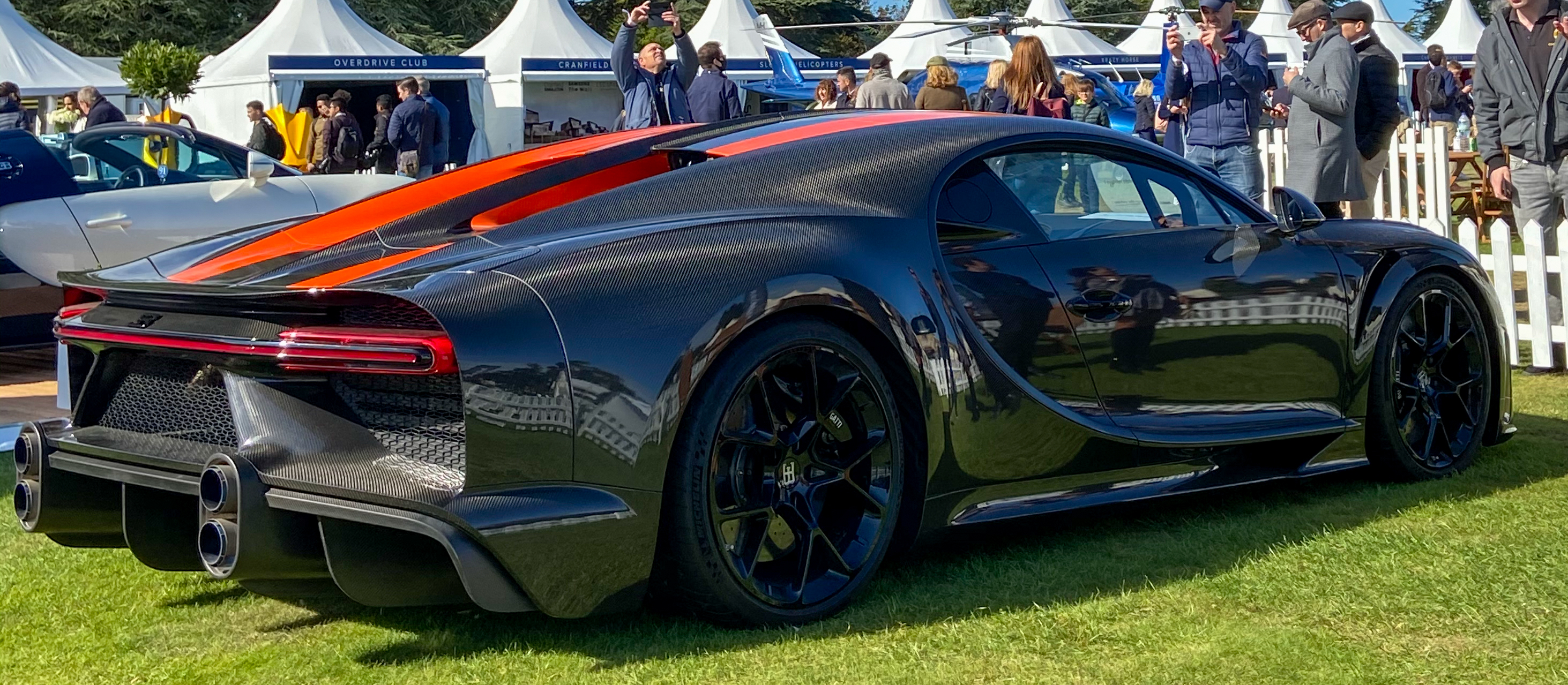
Bugatti Chiron Super Sport 300+

Am 2. September 2019 veröffentlichten Bugatti und Top Gear jeweils YouTube-Videos, in denen der Bugatti Chiron als erstes Fahrzeug mit Straßenzulassung die 300-mph-Marke mit 304,77 mph (490,48 km/h) durchbricht. Die Beschreibung des Top-Gear-Videos gibt an, dass der Rekord bereits am 2. August 2019 aufgestellt wurde. Der Rekord gelang mit einem Vorproduktionsfahrzeug des neuen, auf 30 Exemplare limitierten Bugatti Chiron Super Sport und wurde von Andy Wallace auf dem Testgelände Ehra-Lessien aufgestellt.

## Varianten des Chiron

### Chiron Sport
Zwei Jahre nach der Premiere des Bugatti Chiron wurde auf dem Genfer Autosalon 2018 der Chiron Sport vorgestellt. Er hat eine geänderte Fahrwerksabstimmung und ist 18 kg leichter.
Der größte Teil der Gewichtsersparnis rührt von den leichteren Rädern her. Aber auch andere Teile an Fahrwerk und Karosserie wurden erleichtert, bis hin zu Scheibenwischerarmen aus kohlenstofffaserverstärktem Kunststoff (CFK), die es zuerst beim Chiron Sport gab. Die neue Dynamic-Torque-Vectoring-Funktion erlaubt höhere Kurvengeschwindigkeiten, so ist der Chiron Sport auf dem Handling-Kurs von Nardò 5 Sekunden schneller als der Chiron. Der Motor blieb gleich und leistet wie im Chiron 1.103 kW (1.500 PS) und kann maximal 1.600 Nm Drehmoment abgeben. Des Weiteren werden für den Bugatti Chiron Sport zusätzliche Farb- und Ausstattungsvarianten angeboten.
Die ersten Auslieferungen waren für Ende 2018 geplant bei einem Basispreis von 2,65 Millionen Euro netto.

### Divo

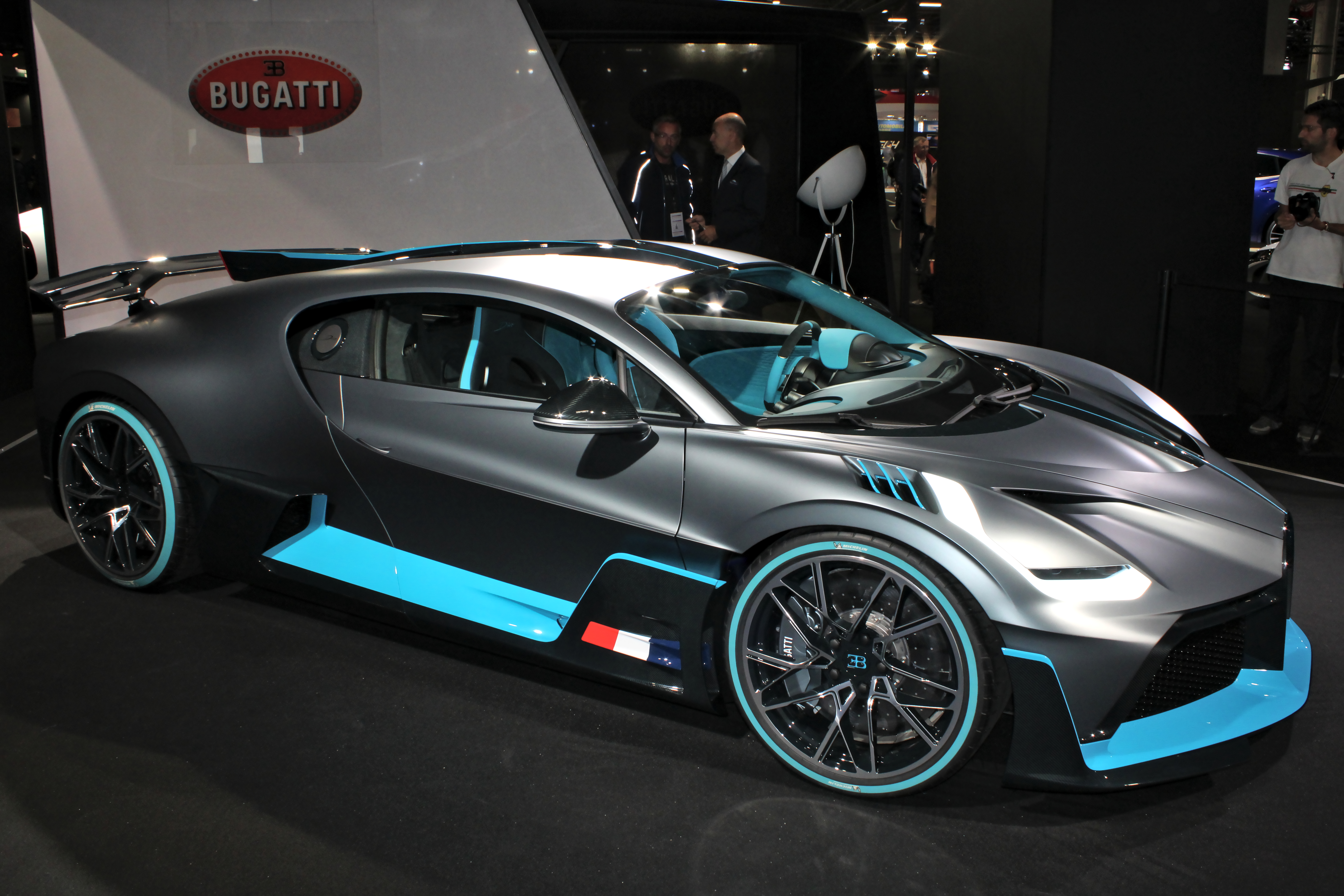
Bugatti Divo auf dem Pariser Autosalon

Im Rahmen des Pebble Beach Concours d’Elegance wurde im August 2018 der auf 40 Exemplare limitierte Bugatti Divo präsentiert. Er basiert auf dem Chiron, ist aber mehr auf Kurvengeschwindigkeit als auf Höchstgeschwindigkeit ausgelegt.

### La Voiture Noire
Auf dem Genfer Autosalon 2019 stellte Bugatti das Einzelstück La Voiture Noire vor, das eine Hommage an ein verschollenes Exemplar des Bugatti Type 57 SC Atlantic sein soll. Das Unikat ist mit einem Nettokaufpreis von elf Mio. Euro der bislang teuerste jemals hergestellte Neuwagen.

### Centodieci
Der Bugatti Centodieci wurde im August 2019 auf dem Pebble Beach Concours d’Elegance präsentiert. Der Name des auf 10 Exemplare limitierten Fahrzeugs – „Centodieci“ bedeutet auf Italienisch Einhundertzehn – wurde anlässlich des 110. Geburtstags von Bugatti gewählt. Er ist in Bezug auf sein Karosseriedesign eine Hommage an den von 1991 bis 1995 gebauten Bugatti EB110 SS (=SuperSport).

### Chiron Pur Sport

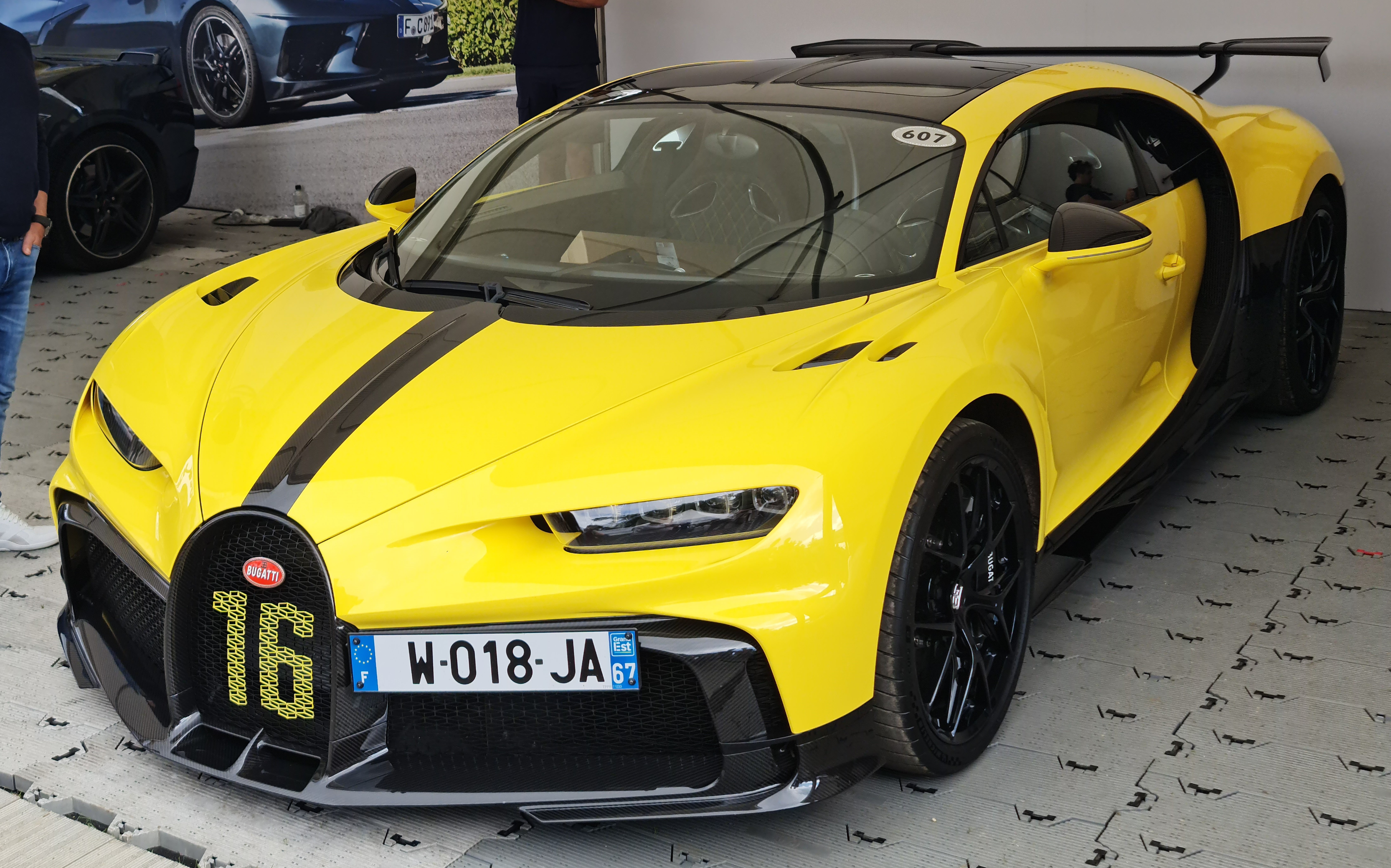
Bugatti Chiron Pur Sport

Anfang März 2020 präsentierte Bugatti mit dem Chiron Pur Sport ein auf 60 Exemplare limitiertes Modell des Chiron, der wie auch schon der Divo für höhere Kurvengeschwindigkeiten optimiert wurde. Dazu wurde das Gewicht um 50 kg gesenkt und die aerodynamischen Bauteile auf höhere Abtriebskräfte abgestimmt. Zudem wurde der Motor für höhere Drehzahlen ausgelegt und das Getriebe in allen Gängen kürzer abgestimmt.
Das Modell ist äußerlich vor allem an größeren Lufteinlässen, geänderten Magnesium-Zehnspeichenfelgen mit Carboneinsätzen, dem 1,90 m breiten Heckflügel und Luftauslässen über den vorderen Kotflügeln zu erkennen.

### Chiron Super Sport
Mit dem Chiron Super Sport präsentierte Bugatti im Juni 2021 ein auf 30 Exemplare limitiertes Modell, das auf eine hohe Höchstgeschwindigkeit ausgelegt ist. Es verfügt unter anderem über eine um 25 Zentimeter längere Karosserie und einen neu gestalteten Diffusor, damit der Luftwiderstand reduziert wird. Der Motor wurde unter anderem durch größere Turbolader überarbeitet, die Höchstdrehzahl auf 7.100/min angehoben. Die Höchstgeschwindigkeit ist auf 440 km/h elektronisch begrenzt.

### Mistral
Auf Basis des Chiron Super Sport wurde im August 2022 auf der Veranstaltung „The Quail: A Motorsports Gathering“ im Rahmen der Monterey Car Week der Roadster Mistral vorgestellt. Er ist auf 99 Exemplare limitiert und soll ab 2024 an die Kunden ausgeliefert werden.

### Brouillard
Der Brouillard ist das erste Modell des 2025 eingeführten „Programme Solitaire“. In diesem Programm werden jedes Jahr zwei Bugatti Einzelstücke nach Kundenwunsch gefertigt. Der Brouillard verfügt über den W16-Motor des Chiron und soll an das Lieblingspferd von Ettore Bugatti mit Namen "Brouillard" erinnern. Der Auftraggeber des Fahrzeugs wollte, dass sein Einzelstück an die Familie Bugatti und an dieses Lieblingspferd erinnert. Daher finden sich im Innenraum auch Pferde-Embleme. Was das Einzelstück kostet, ist nicht bekannt.

## Bugatti-Yacht „Niniette 66“
Neben dem Chiron bietet Bugatti in Zusammenarbeit mit dem Yacht-Hersteller Palmer Johnson die Luxusyacht Niniette 66 an, die sich mit dem Chiron unter anderem das markante, bogenförmige Designattribut auf den Seiten teilt. Sie ist seit März 2017 bestellbar und sollte von März 2018 an ausgeliefert werden.

## Lego-Modelle
Am 1. Juni 2018 präsentierte Lego einen Bausatz des Chiron aus 3.599 Teilen im Format 1:8.
Ende August 2018 wurde ein aus über einer Million Lego-Technic-Teilen bestehender, fahrbarer Chiron im 1:1-Format präsentiert. Die Zeit für Entwicklung und Bau wird mit 13.438 Stunden angegeben. Das Gesamtgewicht soll 1500 kg betragen. 2.304 Motoren erzeugen zusammen 5,3 PS (ca. 3,9 kW) und ermöglichen eine Höchstgeschwindigkeit von über 20 km/h.

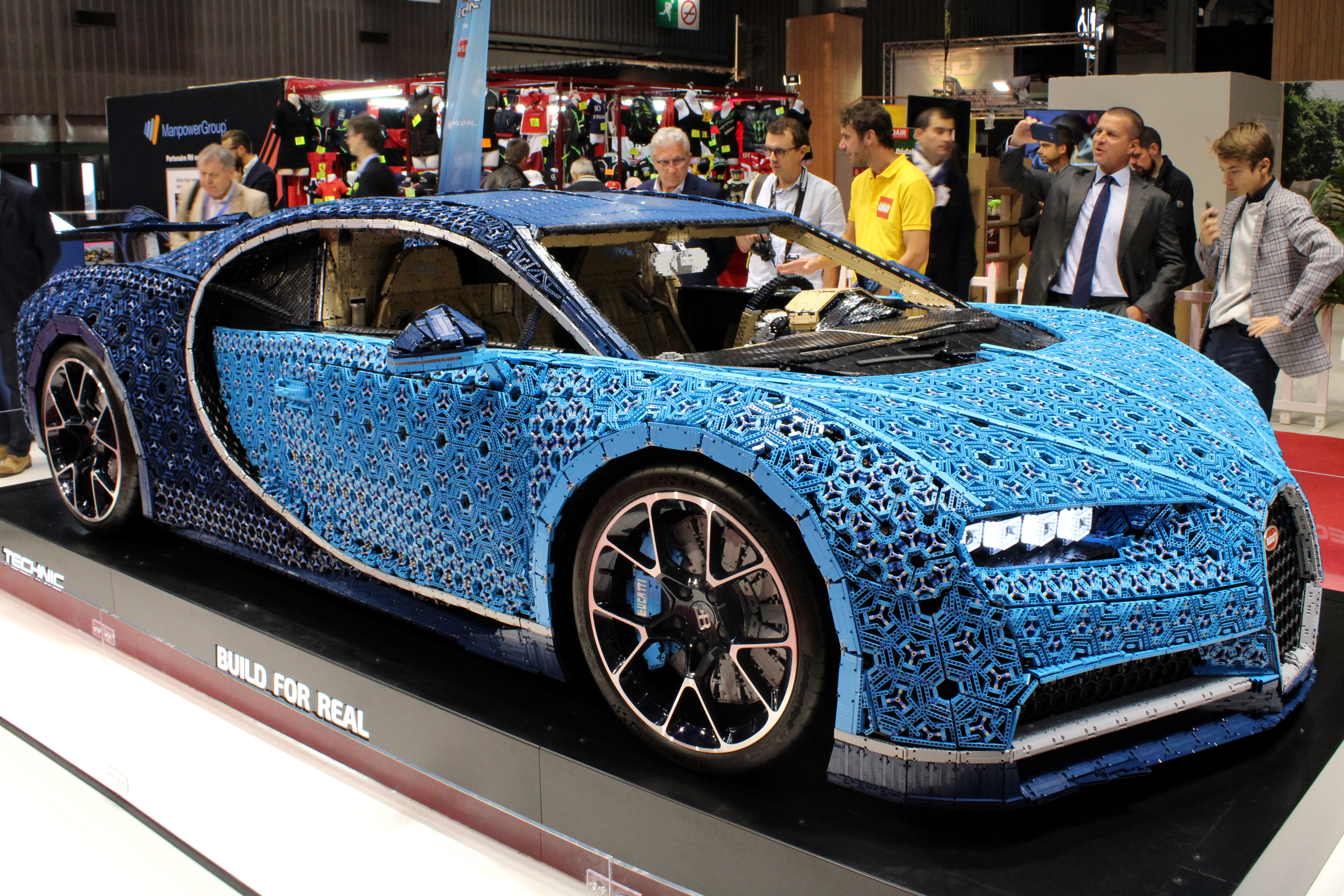
Lego-Chiron auf dem Pariser Autosalon 2018
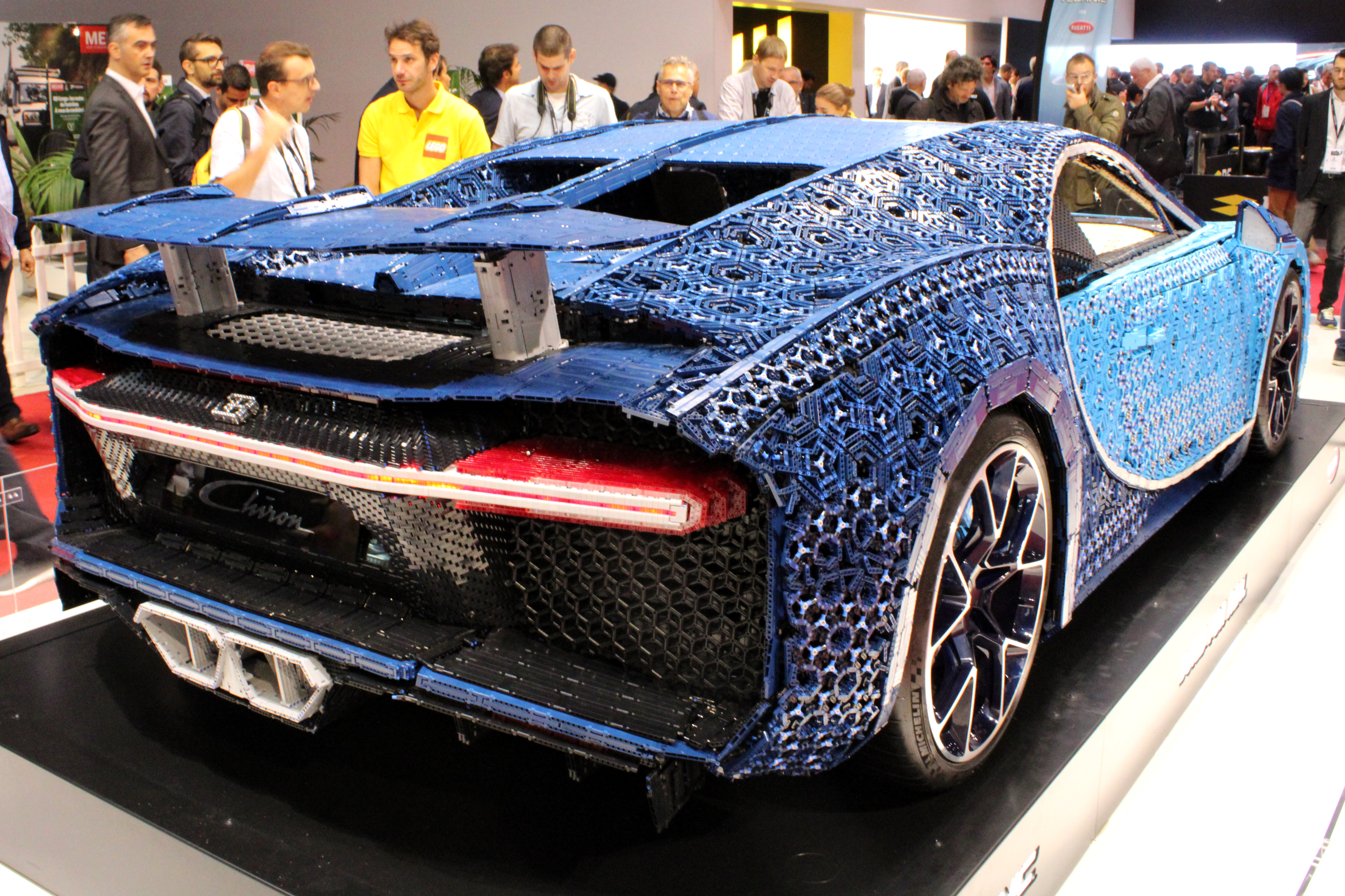
Heckansicht
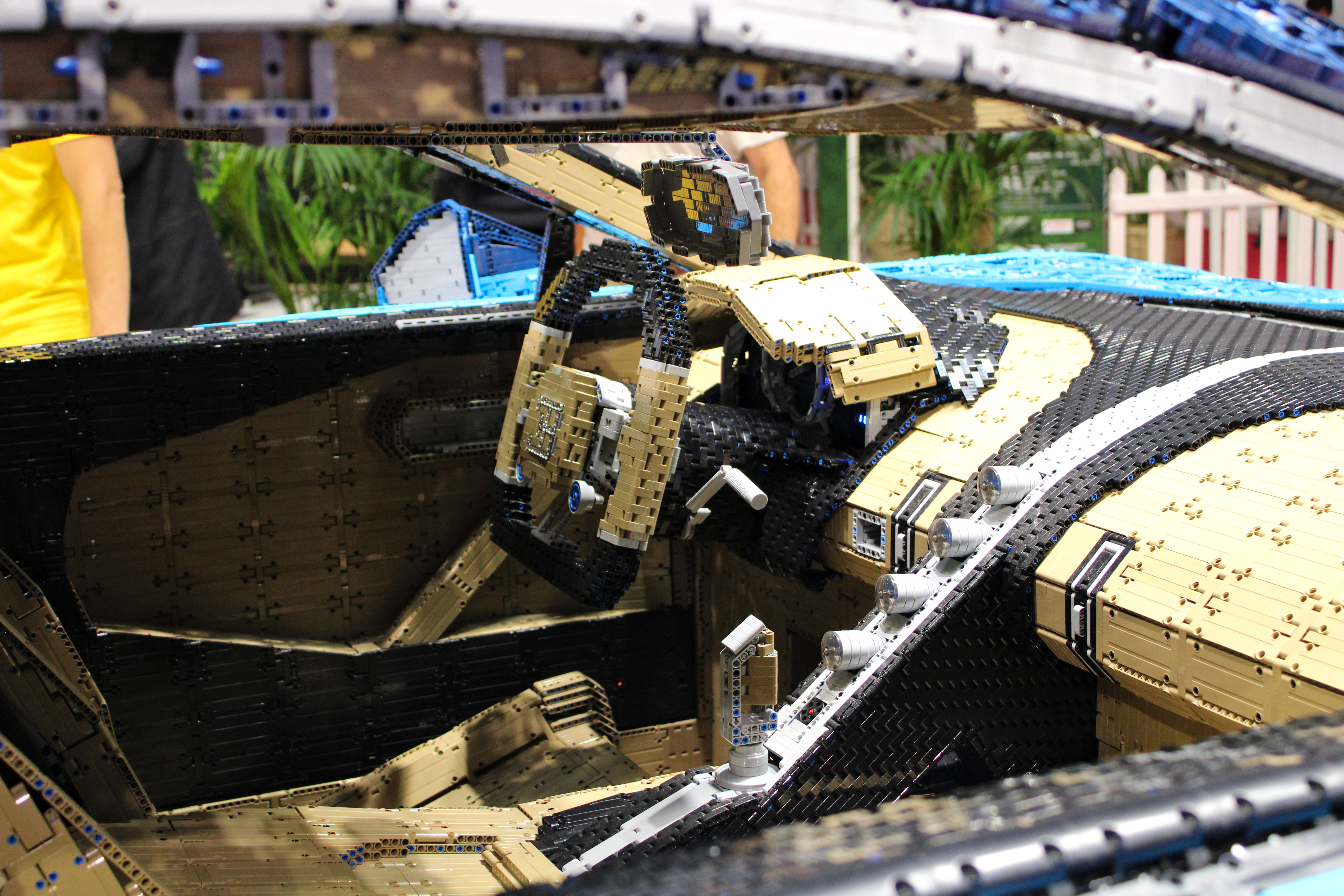
Innenansicht
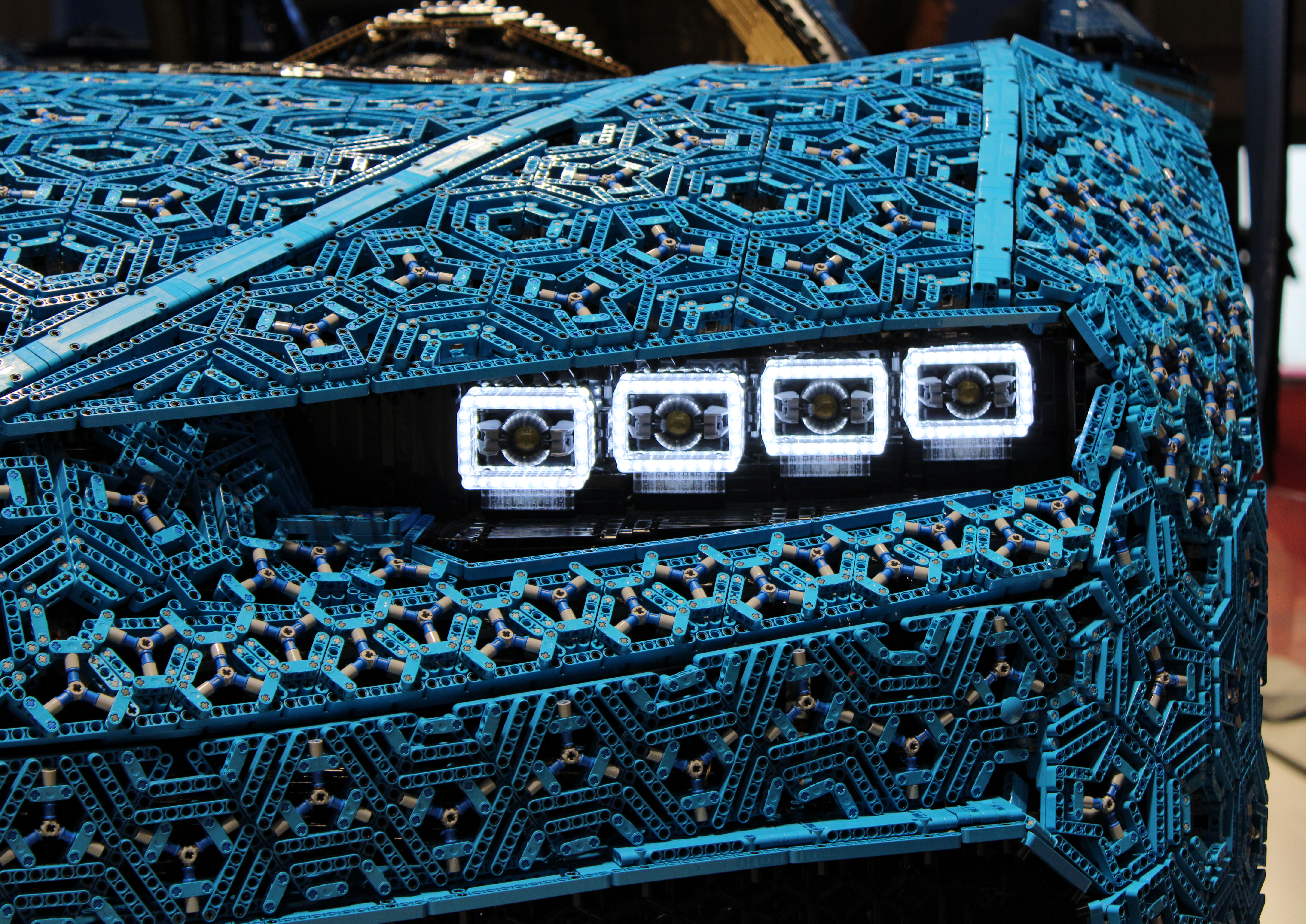
Frontscheinwerfer

## Kontroverse 2022
Anfang 2022 verursachte ein tschechischer Unternehmer eine Debatte, indem er in einem YouTube-Video öffentlich machte, dass er auf einem Abschnitt der A 2 ohne Geschwindigkeitsbegrenzung bei Magdeburg einen Bugatti Chiron bis auf 417 km/h beschleunigt hatte.